# Prix d'astronomie Annie J. Cannon

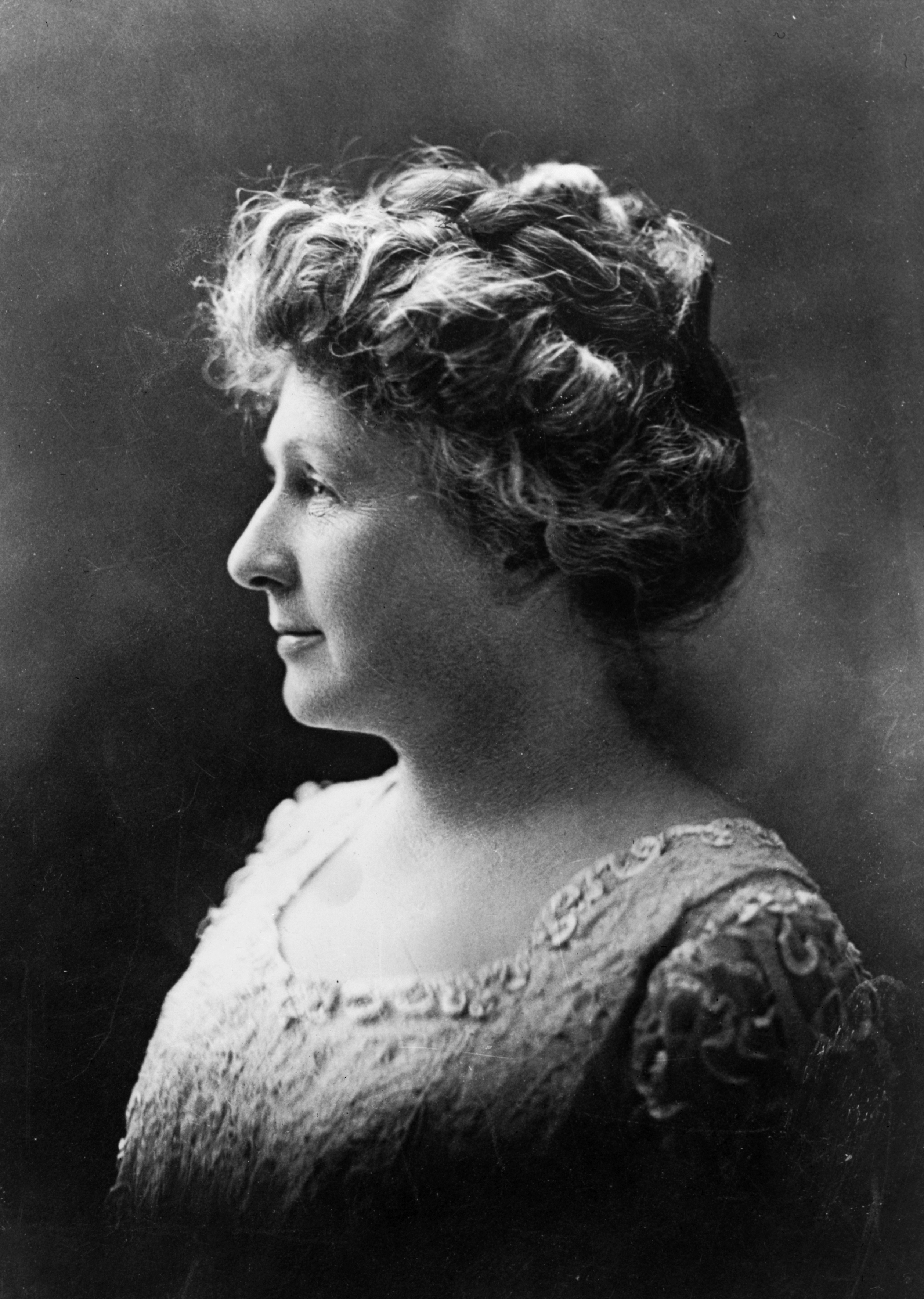
Mme Annie Jump Cannon, portrait en buste, profil gauche. Lien permanent de la Bibliothèque du Congrès.

Le prix d'astronomie Annie Jump Cannon est remis annuellement par l'Union américaine d'astronomie (AAS) à une femme résidant en Amérique du Nord, ayant obtenu son Ph.D. depuis moins de cinq ans, pour des contributions importantes à l'astronomie ou pour des contributions similaires dans des disciplines apparentées qui ont une application immédiate à l'astronomie. La lauréate est invitée à faire une allocution à une conférence de l'AAS et reçoit une récompense de 5 000 $.
Entre 1973 et 2004, il a été remis par l'American Association of University Women sur avis de l'AAS. L'AAS a repris la distribution du prix en 2005. Le prix est nommé en l'honneur de l'astronome américaine Annie Jump Cannon, et est la seule récompense exclusivement décernée à une femme astronome.

## Lauréates
Remis par l'AAS
- 1934 : Cecilia Payne-Gaposchkin
- 1937 : Charlotte Moore Sitterly
- 1940 : Julie Vinter Hansen
- 1943 : Antonia Maury
- 1946 : Emma Vyssotsky
- 1949 : Helen Sawyer Hogg
- 1952 : Ida Barney
- 1955 : Helen Dodson Prince
- 1958 : Margaret Mayall
- 1962 : Margaret Harwood
- 1965 : Erika Böhm-Vitense
- 1968 : Henrietta Swope

Remis par l'AAUW sur avis de l'AAS
- 1974 : Beatrice Tinsley
- 1976 : Catharine Garmany
- 1978 : Paula Szkody
- 1980 : Lee Anne Willson
- 1982 : Judith Young
- 1984 : Harriet Dinerstein
- 1986 : Rosemary Wyse
- 1988 : Karen Jean Meech
- 1989 : Jacqueline Hewitt
- 1990 : Claudia Megan Urry
- 1991 : Jane Luu
- 1992 : Elizabeth Lada
- 1993 : Stefi Baum
- 1994 : Andrea Ghez
- 1995 : Suzanne Madden
- 1996 : Joan Najita
- 1997 : Chung-Pei Ma
- 1998 : Victoria M. Kaspi
- 1999 : Sally Oey
- 2000 : Alycia J. Weinberger
- 2001 : Amy Barger
- 2002 : Vicky Kalogera
- 2003 : Annette Ferguson
- 2004 : Sara Ellison

Remis par l'AAS
- 2006 : Lisa J. Kewley
- 2007 : Ann Hornschemeier (en)
- 2008 : Jenny Greene (en)
- 2009 : Alicia M. Soderberg
- 2010 : Anna Frebel
- 2011 : Rachel Mandelbaum (en)
- 2012 : Heather Knutson (en)
- 2013 : Sarah Dodson-Robinson (en)
- 2014 : Emily Levesque
- 2015 : Smadar Naoz (en)
- 2016 : Laura A. Lopez
- 2017 : Rebekah Dawson
- 2018 : Ilse Cleeves (en)
- 2019 : Blakesley Burkhart (en)
- 2020 : Caroline Morley[1]
- 2021 : Laura Kreidberg
- 2022 : Eve Lee
- 2023 : Marta Bryan